# Incidente del Convair 240 di Aviateca del 1977
L'incidente aereo del Convair 240 di Aviateca del 1977 è stato un volo passeggeri regionale dell'Aviateca schiantatosi vicino a Città del Guatemala, in Guatemala, il 27 aprile 1977. Sopravvissero tutte le 28 persone a bordo, ma l'aereo rimase distrutto.

## Il disastro
L'aereo, un Convair 240, decollò dall'aeroporto internazionale La Aurora (GUA/MGGT) di Città del Guatemala come da programma. Durante la salita iniziale alla quota di crociera assegnata, però, il motore numero uno subì un guasto a causa di una perdita di olio. L'equipaggio non fu in grado di mettere l'elica in bandiera, venendo costretto a tentare un atterraggio di emergenza su un terreno accidentato. L'aereo è stato distrutto nel tentativo, ma nessuno, tra i 22 passeggeri o i sei membri dell'equipaggio a bordo, rimase ucciso.

## L'indagine
Il governo del Guatemala avviò un'indagine completa. Si scoprì che l'aereo era stato sottoposto a manutenzione poco prima del volo. Per eseguirla i tecnici dovettero scollegare un tubo dell'olio ad alta pressione dai cilindri del motore. Il tubo non è stato riattaccato correttamente, facendo così esaurire l'olio del motore.